# Meyer Guggenheim
Meyer Guggenheim (1 de febrer de 1828 – 15 de març de 1905) va ser el patriarca de la família Guggenheim als Estats Units. Va fer fortuna en l'àmbit de la mineria i es va convertir la seva família en una de les més riques del món des del segle XIX i durant el XX. Va néixer a Lengnau, Cantó d'Argovia, Suïssa, d'origen judeoalemany, emigrant als Estats Units l'any 1847.

## Carrera
El 1847 o 1848, segons la font, va emigrar de Suïssa als Estats Units juntament amb el seu pare, Simon. A Filadèlfia va crear una petita empresa d'importació, treballant com a venedor ambulant de cintes, puntes i altres articles, abans de desenvolupar la fórmula per a una pasta de forn, per a la qual va construir una fàbrica. Va generar la seva fortuna en la mineria i la metal·lúrgia, principalment als Estats Units.
Després d'invertir en unes mines de plata inundades al districte miner de Leadville de Colorado el 1880 (que un cop dessecades permetien extreure una plata tan pura que no calia el pas per una foneria), es va expandir a la fosa de mineral, també a l'estat de Colorado. Va construir diverses foses als Estats Units i al nord de Mèxic. Quan els seus fills van créixer, sobretot Daniel, van assumir papers principals en el negoci familiar de mineria i fosa. El 1901 van fusionar els seus negocis amb l'empresa American Smelting and Refinig Co., que agrupava les plantes de processament de metall estatunidenques més importants.

## Vida personal
Guggenheim va conèixer Barbara Myers (1834–1900), una companya immigrant al vaixell als Estats Units, i s'hi va casar quatre anys després, cap al 1852. Va tenir onze fills, entre ells vuit homes, cinc dels quals eren actius en les empreses familiars: Isaac, Daniel, Murry, Solomon, Robert i (Joan) Simon. Els altres fills eren Benjamín, Robert i William. Les filles van ser Jeanette, Rose i Cora. Els onze fills de Meyer, els seus cònjuges i els seus descendents més notables són mostrats a continuació:
- Isaac (1854-1922), casat amb Carrie Sonneborn (1859-1933), amb qui va tenir 3 fills:[11]
  - Beulah V. Guggenheim (1877-1960).
  - Edith B. Guggenheim (1880-1960).
  - Helene Guggenheim (1886-1962), casada amb Edmund L. Haas.
- Daniel (1856-1930), cap de la família després de morir el seu pare, fou el més actiu dels seus fills a desenvolupar i adquirir diversos negocis en l'àmbit de la mineria.[12] Es va casar amb Florència Shloss (1863-1944), amb la qual va tenir 3 fills:
  - Meyer Robert Guggenheim (1885-1959).
  - Harry Frank Guggenheim (1890-1971).
  - Gladys Leonor Guggenheim (1895-1980)
- Murry (1858-1939), originalment dedicat al negoci d'importació de teles i brocats, a partir de 1881 es va involucrar en la mineria i metal·lúrgia,[13] casada amb Leonie Bernheim (1865-1959), amb qui va tenir 2 fills:
  - Edmond A. Guggenheim (1888-1972), casat amb Marion Price (1888-?).
  - Lucille Guggenheim (1894-1972).
- Solomon Robert (1861-1949), un mecenes de l'art modern a través de la seva fundació i donacions al Museum of Modern Art.[14] Casat amb Irene M. Rothschild (1868-1954), amb qui va tenir 3 fills:
  - Eleanor Mary Guggenheim (1896-1992), casada amb Arthur Stuart, 7è comte de Castle Stewart.
  - Gertrude R. Guggenheim (1898-1966).
  - Barbara Josephine Guggenheim (1904-1985), casada amb John Lawson-Johnston, de la família de la producció de Bovril.
- Jeanette (1863-1889), casada amb Alberto Gerstle, amb una filla. Va morir al part.[15]
  - Nettie Gerstle (1889-?)
- Benjamin Guggenheim'  (1865-1912);[16] va morir en el desastre del  RMS Titanic . Casat amb Florette Seligman (1870-1937), amb qui va tenir 3 fills:[17]
  - Benita Rosalind Guggenheim (1895-1927).
  - Peggy Guggenheim (1898-1979); va fundar la Col·lecció de Peggy Guggenheim
  - Barbara Hazel Guggenheim (1903-1995)
- Robert G.' (1867-1876).
- John Simon (1867-1941), senador per Colorado durant un període.[18] Casat amb Olga Hirsch (1877-1970), amb qui va tenir 2 fills:
  - John Simon Guggenheim (1905-1922).
  - George Denver Guggenheim (1907-1939).
- William (1868-1941)[19]
- Rose (1871-1945),:[20] casada en tres ocasions, primer amb Albert Loeb, amb qui va tenir 3 fills i després amb Samuel M. Goldsmith (1908),i posteriorment amb Charles E. Quicke.[21] Va tenir 3 fills:
  - Harold A. Loeb (1891-1974)
  - Edwin M. Loeb (1894-1966)
  - Willard E. Loeb (1896-1958)
- Cora (1873-1956), casada amb Luis F. Rothschild (1869-1957), fundador de l'L. F. Rothschild,[22] amb qui va tenir 2 fills:
  - Luis F. Rothschild, Jr. (1900-1902)
  - Muriel B. Rothschild (1903-?)

Després de la mort de la seva dona el 1900, Guggenheim i els seus fills van proporcionar 200.000 dòlars a Mount Sinai Hospital per a la construcció d'un hospital en honor seu.
Guggenheim va morir el 15 de març de 1905 a Palm Beach, Florida. A la seva mort va deixar una fortuna estimada de 50 milions de dòlars als seus sis fills i tres filles. Fou enterrat al Salem Fields Cemetery de Brooklyn, Nova York.